# José Ramón López
José Ramón López, född den 22 november 1950 i Ceuta, Spanien, är en spansk kanotist.
Han tog OS-silver i K-4 1000 meter i samband med de olympiska kanottävlingarna 1976 i Montréal.